# Postamt 15
Das Gebäude des ehemaligen Postamts 15, heute Postbank-Finanzcenter Bremen-Westend in Bremen, Stadtteil Walle, Ortsteil Westend, Utbremer Straße 97–99, entstand 1931 nach Plänen von Oberpostbaurat Karl Martini. Dieses Gebäude steht seit 1996 unter Bremer Denkmalschutz.

## Geschichte
Das viergeschossige Gebäude von 1931 wurde im Stil der Moderne der 1920er Jahre (Neue Sachlichkeit bzw. Neues Bauen) realisiert. Das Gebäude  mit einem Flachdach hat eine rote Klinkerfassade mit Gliederungselementen in Muschelkalk. Das Postamt war im Erdgeschoss, das Fernmeldeamt im Obergeschoss sowie eine Wohnung und andere Büros im zweiten Obergeschoss. Ein mächtiges Wappen der Reichspost hängt über dem Haupteingang im dritten Obergeschoss.

Hinter dem Gebäude wurde 1986 der 235,7 Meter hohe Fernmeldeturm Bremen errichtet.

Das Landesamt für Denkmalpflege Bremen befand: „Martini gelang es, dem wuchtigen Baukörper durch das auskragende Traufgesims, besonders aber durch die von einer Kalksteineinfassung gerahmten Fensterbänder des ersten beiden Geschosse, eine entschieden horizontale Ausrichtung zu geben....“
Heute sind auch ein Postbank-Finanzcenter und eine DHL-Packstation im Gebäude untergebracht.